# Заєць білий
Заєць білий, або біляк (Lepus timidus) — представник роду Заєць (Lepus) з родини Зайцеві (Leporidae) ряду Зайцеподібні (Leporiformes). У ЧКУ (2021) має статус «вразливий».

## Морфологічні ознаки

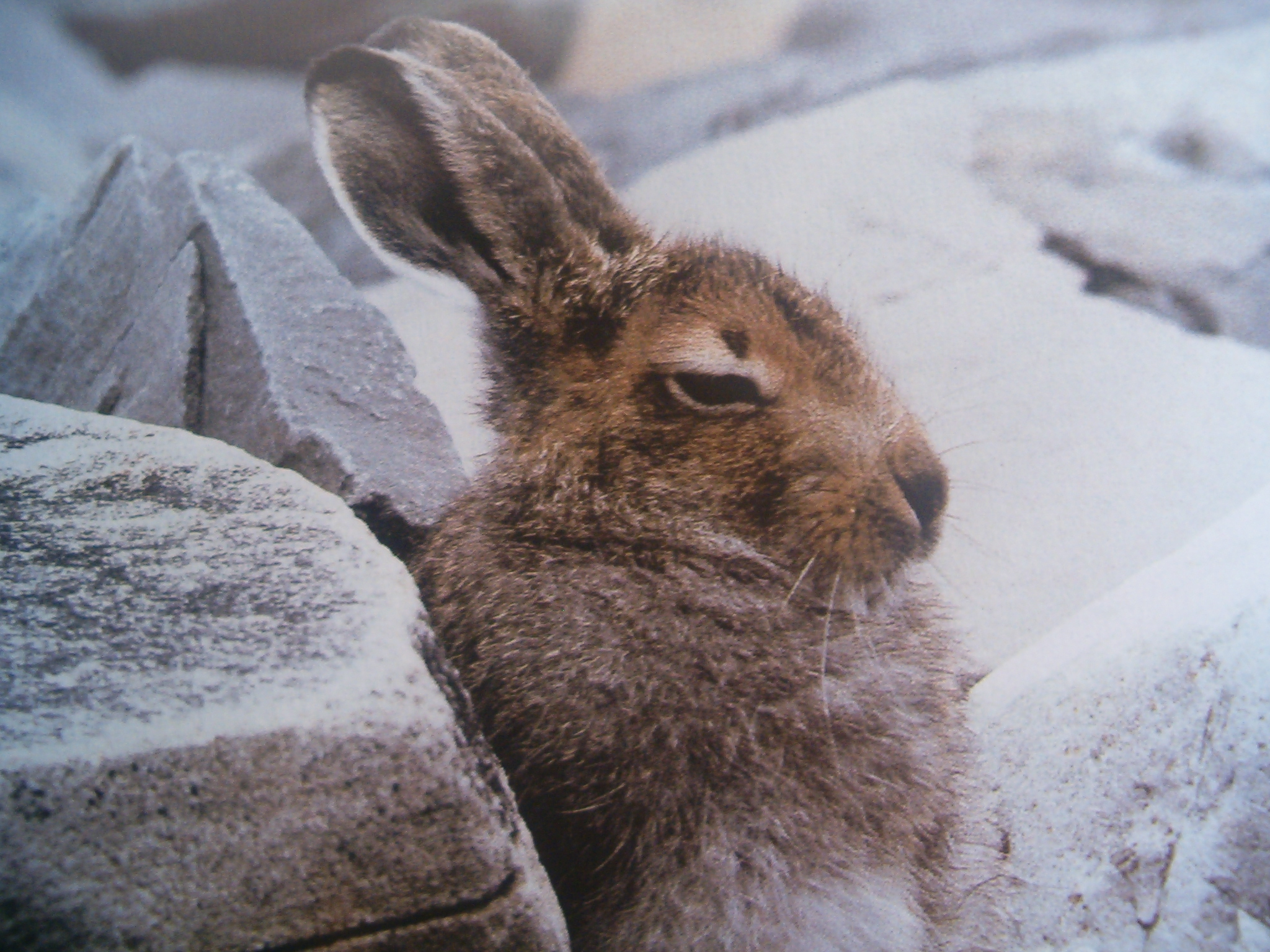
Заєць-біляк влітку

Тварина середнього розміру, за складом тіла нагадує кроля. Довжина тіла — 44-74 см, вага — 2,5-5,5 кг. Забарвлення влітку буро-сіре, взимку — чисто біле. Хвіст чисто сірий без чорної шерсті, кінчики вух чорні протягом всього року.

## Поширення
Поширений в тундровій і лісовій зонах північної півкулі, в Шотландії, Ірландії, в гірських районах Альп, на островах Сахалін та Хоккайдо.
В Україні рідкісний звір, поширений в північній частині північних областей — в українському Поліссі.
Викопні рештки біляка знайдені в голоценових відкладах північної України, Західної Європи і Сибіру.

## Особливості біології
Постійних укриттів не має, взимку для відпочинку влаштовує схованки у снігу. Живиться трав'янистими та деревно-чагарниковими (кора, молоді пагони, бруньки) рослинами. Початок гону в лютому — березні, вагітність триває ≈ 50 днів. Самка 1—3 рази на рік народжує по З—6 малят (зрячі, вкриті пухом і здатні відразу самостійно пересуватися). Линяє двічі на рік. Спостерігається різке коливання чисельності за роками. У літньому вбранні заєць білий дуже схожий на зайця-русака, але від останнього відрізняється білими короткими задніми лапками та вухами. Взимку стає повністю білим, лише кінці вух залишаються чорними. Вороги — рись, лисиця, вовк, бездомні пси.

## Підвиди
- Заєць хоккайдоський (Lepus timidus ainu, 蝦夷雪兎, エゾユキウサギ) — Хоккайдо.

## Використання та охорона
Заєць білий є одним з основних об'єктів полювання у північних країнах, особливо у тайговій та тундровій природних зонах. Заєць білий є об'єктом як спортивного полювання, так і хутрового промислу, зокрема у більшості районів РФ.
На межах свого поширення цей вид, як і більшість видів, має низьку чисельність і нестабільні місцеві популяції. Така ситуація, зокрема, склалася і в Україні, де вид представлений найбільш крайовими локальними популяціями в межах Центрального Полісся. У зв'язку з низькою чисельністю цей вид зайців занесено до Червоної книги України (2009).

## Популяція в Україні

### Поширення
В межах України зрідка трапляється в північній частині Полісся; до XIX століття водився також в Карпатах. Літом бурувато-сірий, зимою зовсім білий, лише кінчики вух чорні.

### Чисельність
Дуже незначна. В 1978 р. відловлений у Кролевецькому р-ні, 1981 р. — Ямпільському, 1984 р. — Середино-Будському районах Сумської області. У 1991 р. на Київську хутрову базу надійшло 2 шкурки з Семенівського та Новгород-Сіверського р-нів Чернігівської області. По 1-2 шкурки зайця білого надходить раз на 4 — 5 років. Причини зміни чисельності не з'ясовані. Припускають, що зменшення кількості зайця білого пов'язане зі зміною ландшафтних умов, з настанням теплих, малосніжних зим, зміщенням ареалу виду на північ.

## Цікаво

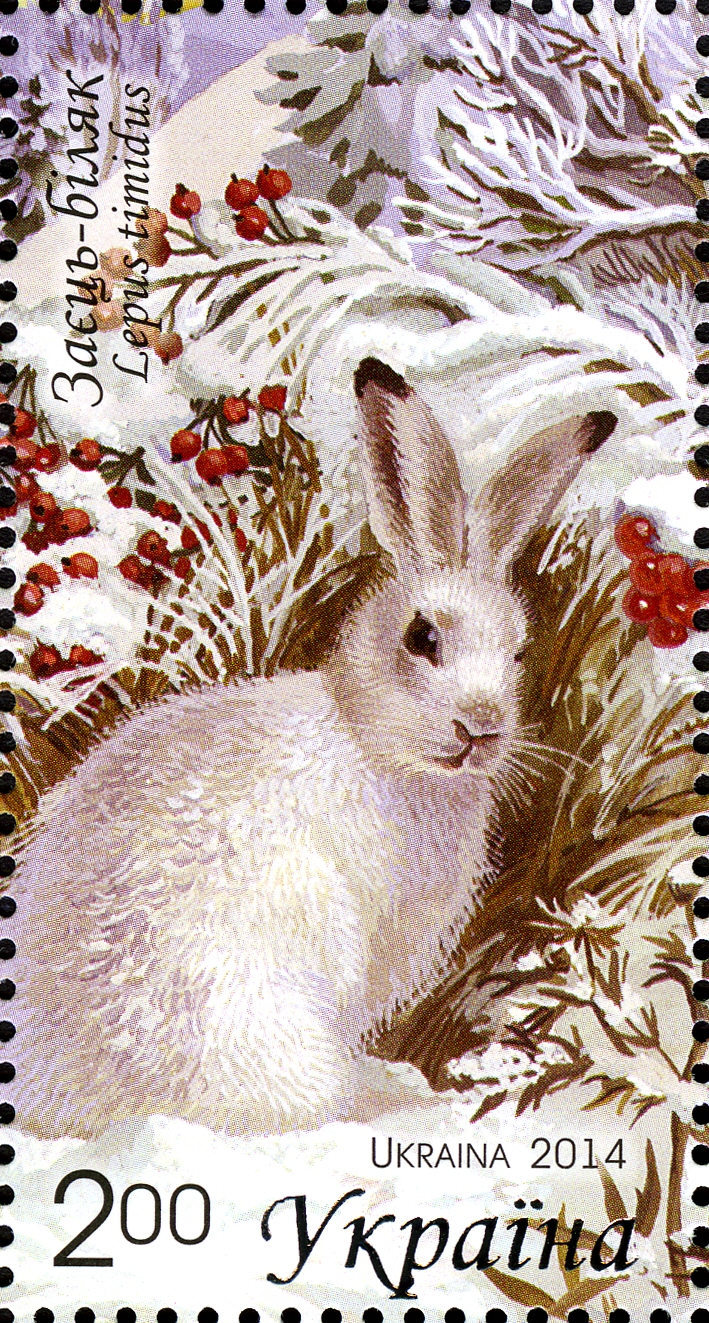
Поштова марка України, 2014

Американський білий заєць став об'єктом уваги еволюційних біологів. Через потепління терміни встановлення і танення снігового покриву та терміни весняної та осінньої линьок розбалансовані, через це навесні і восени зайці стають помітнішими для хижаків. Однак, як з'ясувалося, сезонні зрушення не призвели до зміни поведінки зайців, не згладжує цієї невідповідності і фенотипова пластичність. Пристосування зайців до зміни кліматичних умов відбувається тільки за рахунок природного відбору.

## Ресурси Інтернету
- Вікісховище має мультимедійні дані за темою: Заєць-біляк

## Виноски
1. 1 2  Hoffmann R. S., Smith A. T. Mammal Species of the World / D. E. Wilson, D. M. Reeder (eds). — 3rd edition. — Johns Hopkins University Press, 2005. — P. 204. — ISBN 0-801-88221-4.
2. ↑  Lagomorph Specialist Group (2008). Lepus timidus: інформація на сайті МСОП (версія 3.1) (англ.)  2018-11-01
3. 1 2  Маркевич, О. П. Російсько-українсько-латинський зоологічний словник. Номенклатура. — Київ : Наук. думка, 1983. — С. 175.
4. ↑  Решетило, О. Зоогеографія : навч. посіб. — Львів : ЛНУ імені Івана Франка, 2013. — С. 133.
5. ↑  Наймарк Е. Зайцы-беляки не заботятся о камуфляже [Архівовано 20 лютого 2017 у Wayback Machine.]